# Austrália nos Jogos Olímpicos de Verão da Juventude de 2010
A Austrália participou dos Jogos Olímpicos de Verão da Juventude de 2010 em Singapura com a segunda delegação mais numerosa, atrás apenas dos anfitriões. 100 atletas competiram em 20 esportes e conquistaram um total de 29 medalhas, garantindo o 7º lugar no quadro de medalhas. 

## Medalhistas
| Medalhas da Austrália nos Jogos Olímpicos de Verão da Juventude de 2010 | Medalhas da Austrália nos Jogos Olímpicos de Verão da Juventude de 2010 | Medalhas da Austrália nos Jogos Olímpicos de Verão da Juventude de 2010 | Medalhas da Austrália nos Jogos Olímpicos de Verão da Juventude de 2010 | Medalhas da Austrália nos Jogos Olímpicos de Verão da Juventude de 2010 |
| Medalha                                                                 | Nome | Esporte                                                                 | Evento                                                                  | Data                                                                    |
| ----------------------------------------------------------------------- | --- | ----------------------------------------------------------------------- | ----------------------------------------------------------------------- | ----------------------------------------------------------------------- |
| Ouro                                                                    | Nicholas Schafer | Natação                                                                 | 100 m peito masculino                                                   | 16 de agosto                                                            |
| Ouro                                                                    | Madison Wilson Emily Selig Zoe Johnson Emma McKeon | Natação                                                                 | 4x100 m medley feminino                                                 | 16 de agosto                                                            |
| Ouro                                                                    | Max Ackermann Nicholas Schafer Kenneth To Justin James | Natação                                                                 | 4x100 m medley masculino                                                | 18 de agosto                                                            |
| Ouro                                                                    | Emily Selig | Natação                                                                 | 200 m peito feminino                                                    | 20 de agosto                                                            |
| Ouro                                                                    | Nicholas Hough | Atletismo                                                               | 110 m com barreiras masculino                                           | 21 de agosto                                                            |
| Ouro                                                                    | Damien Hooper | Boxe                                                                    | Peso médio (até 75 kg)                                                  | 25 de agosto                                                            |
| Ouro                                                                    | Jessica Fox | Canoagem                                                                | Slalom K1 feminino                                                      | 25 de agosto                                                            |
| Ouro                                                                    | Rory Middleton Luke Noblett Flynn Ogilvie Jay Randhawa Byron Walta Jordan Willott Oscar Wookey Dylan Wootherspoon Daniel Beale Robert Bell Andrew Butturini Ryan Edge Jake Farell Casey Hammond Jeremy Hayward Daniel Mathiesen | Hóquei sobre a grama                                                    | Torneio Masculino de Hóquei                                             | 25 de agosto                                                            |
| Prata                                                                   | Ellie Salthouse | Triatlo                                                                 | Individual feminino                                                     | 15 de agosto                                                            |
| Prata                                                                   | Kenneth To Emma McKeon Madison Wilson Justin James | Natação                                                                 | 4x100 m livre misto                                                     | 15 de agosto                                                            |
| Prata                                                                   | Kenneth To | Natação                                                                 | 200 m medley masculino                                                  | 16 de agosto                                                            |
| Prata                                                                   | Emma McKeon | Natação                                                                 | 100 m livre feminino                                                    | 17 de agosto                                                            |
| Prata                                                                   | Emma Basher Olympia Aldersey | Remo                                                                    | Dois sem feminino                                                       | 18 de agosto                                                            |
| Prata                                                                   | Kenneth To | Natação                                                                 | 50 m livre masculino                                                    | 18 de agosto                                                            |
| Prata                                                                   | Emily Selig | Natação                                                                 | 100 m peito feminino                                                    | 18 de agosto                                                            |
| Prata                                                                   | Nicholas Schafer | Natação                                                                 | 50 m peito masculino                                                    | 20 de agosto                                                            |
| Prata                                                                   | Michelle Jenneke | Atletismo                                                               | 100 m com barreiras feminino                                            | 21 de agosto                                                            |
| Prata                                                                   | Brandon Starc | Atletismo                                                               | Salto em altura masculino                                               | 21 de agosto                                                            |
| Prata                                                                   | Elizabeth Parnova | Atletismo                                                               | Salto com vara feminino                                                 | 21 de agosto                                                            |
| Prata                                                                   | Olivia Bontempelli Hannah Kaser Mikhaela Donnely Rose Fadljevic | Basquetebol                                                             | Torneio Feminino de Basquetebol                                         | 23 de agosto                                                            |
| Prata                                                                   | Brett Mather | Boxe                                                                    | Peso leve (até 60 kg)                                                   | 25 de agosto                                                            |
| Bronze                                                                  | Matthew Cochran David Watts | Remo                                                                    | Dois sem masculino                                                      | 18 de agosto                                                            |
| Bronze                                                                  | Nicholas Schafer | Natação                                                                 | 200 m peito masculino                                                   | 18 de agosto                                                            |
| Bronze                                                                  | Max Ackermann | Natação                                                                 | 50 m costas masculino                                                   | 18 de agosto                                                            |
| Bronze                                                                  | Emma McKeon | Natação                                                                 | 200 m livre feminino                                                    | 18 de agosto                                                            |
| Bronze                                                                  | Emma McKeon | Natação                                                                 | 50 m livre feminino                                                     | 20 de agosto                                                            |
| Bronze                                                                  | Kenneth To | Natação                                                                 | 100 m livre masculino                                                   | 20 de agosto                                                            |
| Bronze                                                                  | Max Ackermann Kenneth To Emily Selig Emma McKeon | Natação                                                                 | 4x100 m medley misto                                                    | 20 de agosto                                                            |
| Bronze                                                                  | Angela Donald | Ginástica artística                                                     | Trave feminino                                                          | 22 de agosto                                                            |

## Atletismo

### Feminino
| Evento                       | Atleta                                                                                 | Qualificação | Qualificação | Final     | Final        |
| Evento                       | Atleta                                                                                 | Resultado    | Posição      | Resultado | Posição      |
| ---------------------------- | -------------------------------------------------------------------------------------- | ------------ | ------------ | --------- | ------------ |
| Salto em distância feminino  | Demii Maher-Smith                                                                      | 5.67         | 11º          | 5.62      | 3º (Final B) |
| Salto com vara feminino      | Elizabeth Parnov                                                                       | 3.90         | 5º           | 4.25      | [ 6 ]        |
| 1000 m feminino              | Jenny Blundell                                                                         | 2:46.58      | 5º (4º q1)   | 2:46.82   | 5º (Final A) |
| 100 m com barreiras feminino | Michelle Jenneke                                                                       | 13.65        | 3º (2º q3)   | 13.46     | [ 10 ]       |
| 200 m feminino               | Monica Brennan                                                                         | 24.69        | 8º (3º q1)   | 24.83     | 8º (Final A) |
| Arremesso de peso feminino   | Prabhjot Hai                                                                           | 13.56        | 10º          | 13.30     | 4º (Final B) |
| Revezamento feminino         | Michelle Jenneke, Monica Brennan e Jenny Blundell (como integrantes da equipe Oceania) |              |              | 2:13.96   | 4º           |

### Masculino
| Evento                          | Atleta                                                                | Qualificação | Qualificação | Final     | Final        |
| Evento                          | Atleta                                                                | Resultado    | Posição      | Resultado | Posição      |
| ------------------------------- | --------------------------------------------------------------------- | ------------ | ------------ | --------- | ------------ |
| 10 km marcha atlética masculina | Blake Steele                                                          |              |              | 48:00.85  | 11º          |
| Salto em altura masculino       | Brandon Starc                                                         | 2.10         | 1º           | 2.19      | [ 18 ]       |
| Salto com vara masculino        | Brodie Cross                                                          | 4.45         | 12º          | 4.50      | 3º (Final B) |
| Arremesso de peso masculino     | Damien Birkinhead                                                     | 20.89        | 3º           | 20.55     | 4º (Final A) |
| Lançamento de dardo masculino   | Elliott Lang                                                          | 68.83        | 9º           | 65.91     | 5º (Final B) |
| 2000 m com obstáculos masculino | Grant Gwynne                                                          | 6:11.83      | 12º          | 6:18.41   | 4º (Final B) |
| 400 m masculino                 | Luke Greco                                                            | 50.82        | 16º (4º q4)  | 50.76     | 3º (Final C) |
| Salto em distância masculino    | Kurt Jenner                                                           | 7.10         | 9º           | 7.08      | 2º (Final B) |
| 110 m com barreiras masculino   | Nicholas Hough                                                        | 13.50        | 1º (q2)      | 13.37     | [ 32 ]       |
| 400 m com barreiras masculino   | Raheen Williams                                                       | 53.11        | 7º (3º q2)   | 52.38     | 6º (Final A) |
| 1000 m masculino                | Rick Whitehead                                                        | 2:27.81      | 13º (7º q2)  | 2:27.20   | 2º (Final B) |
| Revezamento masculino           | Nicholas Hough e Raheen Williams (como integrantes da equipe Oceania) |              |              | 1:52.71   | [ 37 ]       |

## Badminton
| Atleta      | Evento            | Fase de grupos | Fase de grupos                           | Fase de grupos                              | Fase de grupos                         | Fase de grupos | Quartas-de-final | Semifinais  | Final       | Pos. final  |
| Atleta      | Evento            | Grupo          | 1ª rodada                                | 2ª rodada                                   | 3ª rodada                              | Pos.           | Quartas-de-final | Semifinais  | Final       | Pos. final  |
| ----------- | ----------------- | -------------- | ---------------------------------------- | ------------------------------------------- | -------------------------------------- | -------------- | ---------------- | ----------- | ----------- | ----------- |
| Boris Ma    | Simples masculino | D              | FIN Kasper Lehikoinen D 0-2 (4-21, 5-21) | SRI Dilshan Kariyawasam D 0-2 (14-21, 5-21) | TPE Hsieh Feng-tse D 0-2 (5-21, 12-21) | 4º             | Não avançou      | Não avançou | Não avançou | Não avançou |
| Tara Pilven | Simples feminino  | C              | ESP Carolina Marín D 0-2 (8-21, 9-21)    | MKD Dragana Volkanovska V 2-0 (21-7, 21-3)  | FIN Airi Mikkela D 0-2 (18-21, 16-21)  | 3º             | Não avançou      | Não avançou | Não avançou | Não avançou |

## Basquetebol
Feminino:
| Elenco                                                          | Preliminares                                                             | Preliminares | Quartas-de-final   | Semifinais                 | Final             | Pos. final       |
| Elenco                                                          | Grupo D                                                                  | Pos.         | Quartas-de-final   | Semifinais                 | Final             | Pos. final       |
| --------------------------------------------------------------- | ------------------------------------------------------------------------ | ------------ | ------------------ | -------------------------- | ----------------- | ---------------- |
| Olivia Bontempelli Hannah Kaser Mikhaela Donnely Rose Fadljevic | CHI Chile V 18-9 FRA França V 21-15 JPN Japão D 10-17 ITA Itália V 29-15 | 1º           | BRA Brasil V 23-20 | USA Estados Unidos V 25-23 | CHN China D 29-33 | Medalha de prata |

## Boxe
| Atleta        | Evento             | Preliminares       | Semifinais                  | Final                           | Pos. final       |
| ------------- | ------------------ | ------------------ | --------------------------- | ------------------------------- | ---------------- |
| Brett Mather  | Peso leve (60 kg)  | Sem oponente       | MEX Daniel Echeverría V 8-7 | LTU Evaldas Petraukas D 4-13    | Medalha de prata |
| Damien Hooper | Peso médio (75 kg) | IRL Joe Ward V 4-2 | HUN Zoltan Harcsa V 4-0     | COL Juan Carlos Carrillo V 12-4 | Medalha de ouro  |

## Canoagem
| Evento                  | Atleta      | Tomada de tempo | Tomada de tempo | 1ª rodada                                     | Oitavas-de-final                            | Quartas-de-final                      | Semi-finais                     | Final                           | Pos. final      |
| Evento                  | Atleta      | Resultado       | Pos.            | Oponente Resultado                            | Oponente Resultado                          | Oponente Resultado                    | Oponente Resultado              | Oponente Resultado              | Pos. final      |
| ----------------------- | ----------- | --------------- | --------------- | --------------------------------------------- | ------------------------------------------- | ------------------------------------- | ------------------------------- | ------------------------------- | --------------- |
| Velocidade K1 feminino  | Jessica Fox | 1:46.15         | 8º              | SIN Nan Feng Wang V 1:46.54 (bat. 8)          | BLR Aliaksandra Hryshyna D 1:46.60 (bat. 8) | Não avançou                           | Não avançou                     | Não avançou                     | Não avançou     |
| Slalom K1 feminino      | Jessica Fox | 1:34.23         | 1º              | --                                            | BLR Aliaksandra Hryshyna V 1:37.10 (bat. 1) | BEL Hermien Peters V 1:34.62 (bat. 1) | SLO Adja Novak V 1:37.30 (sf 1) | CZE Pavlina Zasterova V 1:33.64 | Medalha de ouro |
| Velocidade K1 masculino | Scott Smith | 1:33.75         | 11º             | SIN Brandon Wei Cheng Ooi V 1:32.66 (bat. 10) | ESP Íñigo García D 1:34.31 (bat. 5)         | Não avançou                           | Não avançou                     | Não avançou                     | Não avançou     |
| Slalom K1 masculino     | Scott Smith | 1:31.80         | 5º              | CMR Dipoko Dikongue V 1:30.55 (bat. 4)        | RSA Luke Stowman V 1:31.65 (bat. 4)         | SVK Miroslav Urban D 1:35.57 (bat. 4) | Não avançou                     | Não avançou                     | Não avançou     |

## Ciclismo
| Equipe            | Prova                     | Corta-mato | Corta-mato | Contra-relógio | Contra-relógio | BMX  | BMX   | Estrada masculino[n1] | Pontos | Pos. final |
| Equipe            | Prova                     | Fem.       | Masc.      | Fem.           | Masc.          | Fem. | Masc. | Estrada masculino[n1] | Pontos | Pos. final |
| ----------------- | ------------------------- | ---------- | ---------- | -------------- | -------------- | ---- | ----- | --------------------- | ------ | ---------- |
| Jay McCarthy      | Equipes mistas combinadas |            |            |                | 4              |      |       | 72 - 5 = 67[n2]       | 280    | 11º        |
| Kirsten Dellar    | Equipes mistas combinadas | 40         |            | 38             |                | 5    |       |                       | 280    | 11º        |
| Matthew Dunsworth | Equipes mistas combinadas |            |            |                |                |      | 54    | 72                    | 280    | 11º        |
| Michael Baker     | Equipes mistas combinadas |            | 72         |                |                |      |       | 72                    | 280    | 11º        |

↑  Na prova de estrada apenas a melhor pontuação foi considerada.

↑  5 pontos foram deduzidos porque os três ciclistas concluíram a prova de estrada.

## Desportos aquáticos

### Natação

#### Feminino
| Atleta                                             | Prova                    | Elims.     | Elims.      | Semifinal   | Semifinal    | Final       | Final             |
| Atleta                                             | Prova                    | Tempo      | Pos.        | Tempo       | Pos.         | Tempo       | Pos.              |
| -------------------------------------------------- | ------------------------ | ---------- | ----------- | ----------- | ------------ | ----------- | ----------------- |
| Emily Selig                                        | 100 m peito feminino     | 1:10.57    | 2º (1º q3)  | 1:09.84     | 2º (1º sf1)  | 1:09.06     | Medalha de prata  |
| Emily Selig                                        | 200 m peito feminino     | 2:30.56    | 1º (q3)     |             |              | 2:27.78     | Medalha de ouro   |
| Emily Selig                                        | 200 m medley feminino    | 2:22.15    | 11º (4º q2) |             |              | Não avançou | Não avançou       |
| Emma McKeon                                        | 50 m livre feminino      | 25.85      | 2º (2º q7)  | 25.60       | 2º (1º sf1)  | 25.61       | Medalha de bronze |
| Emma McKeon                                        | 100 m livre feminino     | 56.04      | 1º (q6)     | 55.64       | 1º (sf2)     | 55.37       | Medalha de prata  |
| Emma McKeon                                        | 200 m livre feminino     | 2:03.78    | 6º (4º q5)  |             |              | 2:01.18     | Medalha de bronze |
| Emma McKeon                                        | 400 m livre feminino     | Não largou | -- (-- q3)  |             |              | Não avançou | Não avançou       |
| Madison Wilson                                     | 100 m costas feminino    | 1:05.54    | 19º (5º q4) | Não avançou | Não avançou  | Não avançou | Não avançou       |
| Madison Wilson                                     | 200 m costas feminino    | 2:26.76    | 30º (8º q2) |             |              | Não avançou | Não avançou       |
| Zoe Johnson                                        | 50 m borboleta feminino  | 28.40      | 11º (3º q2) | 28.43       | 12º (7º sf2) | Não avançou | Não avançou       |
| Zoe Johnson                                        | 100 m borboleta feminino | 1:02.31    | 16º (6º q5) | 1:02.24     | 14º (8º sf2) | Não avançou | Não avançou       |
| Zoe Johnson                                        | 200 m borboleta feminino | 2:21.54    | 20º (7º q2) |             |              | Não avançou | Não avançou       |
| Madison Wilson Zoe Johnson Emily Selig Emma McKeon | 4x100 m livre feminino   | 3:54.64    | 4º (2º q1)  |             |              | 3:51.81     | 4º                |
| Madison Wilson Zoe Johnson Emily Selig Emma McKeon | 4x100 m medley feminino  | 4:13.12    | 1º (q1)     |             |              | 4:09.68     | Medalha de ouro   |

#### Masculino
| Atleta                                                 | Prova                     | Elims.  | Elims.      | Semifinal   | Semifinal    | Final       | Final             |
| Atleta                                                 | Prova                     | Tempo   | Pos.        | Tempo       | Pos.         | Tempo       | Pos.              |
| ------------------------------------------------------ | ------------------------- | ------- | ----------- | ----------- | ------------ | ----------- | ----------------- |
| Justin James                                           | 100 m livre masculino     | 51.62   | 10º (3º q7) | 51.44       | 8º (3º sf2)  | 51.21       | 8º                |
| Justin James                                           | 200 m livre masculino     | 1:52.51 | 12º (4º q4) |             |              | Não avançou | Não avançou       |
| Justin James                                           | 400 m livre masculino     | 4:03.46 | 14º (5º q4) |             |              | Não avançou | Não avançou       |
| Justin James                                           | 100 m borboleta masculino | 55.70   | 17º (7º q3) | Não avançou | Não avançou  | Não avançou | Não avançou       |
| Kenneth To                                             | 50 m livre masculino      | 22.92   | 2º (1º q7)  | 22.70       | 2º (1º sf1)  | 22.82       | Medalha de prata  |
| Kenneth To                                             | 100 m livre masculino     | 50.67   | 1º (q6)     | 49.96       | 1º (sf2)     | 50.29       | Medalha de bronze |
| Kenneth To                                             | 100 m peito masculino     | 1:03.49 | 5º (2º q2)  | Desistiu    | Desistiu     | Desistiu    | Desistiu          |
| Kenneth To                                             | 100 m borboleta masculino | 54.16   | 1º (q3)     | 54.63       | 10º (5º sf2) | Não avançou | Não avançou       |
| Kenneth To                                             | 200 m medley masculino    | 2:02.42 | 1º (q3)     |             |              | 2:02.51     | Medalha de prata  |
| Max Ackermann                                          | 50 m costas masculino     |         |             | 26.63       | 6º (4º sf1)  | 26.46       | Medalha de bronze |
| Max Ackermann                                          | 100 m costas masculino    | 57.64   | 9º (1º q2)  | 57.63       | 11º (5º sf2) | Não avançou | Não avançou       |
| Max Ackermann                                          | 200 m costas masculino    | 2:09.18 | 15º (6º q3) |             |              | Não avançou | Não avançou       |
| Nicholas Schafer                                       | 50 m peito masculino      | 28.82   | 2º (1º q1)  | 28.83       | 1º (sf1)     | 28.59       | Medalha de prata  |
| Nicholas Schafer                                       | 100 m peito masculino     | 1:02.09 | 1º (q4)     | 1:01.51     | 1º (sf2)     | 1:01.38     | Medalha de ouro   |
| Nicholas Schafer                                       | 200 m peito masculino     | 2:14.64 | 1º (q2)     |             |              | 2:13.72     | Medalha de bronze |
| Justin James Kenneth To Nicholas Schafer Max Ackermann | 4x100 m livre masculino   | 3:25.91 | 1º (q2)     |             |              | 3:25.51     | 4º                |
| Justin James Kenneth To Nicholas Schafer Max Ackermann | 4x100 m medley masculino  | 3:45.05 | 1º (q2)     |             |              | 3:42.50     | Medalha de ouro   |

#### Misto
| Atleta                                                   | Prova                | Elims.  | Elims.  | Semifinal | Semifinal | Final   | Final             |
| Atleta                                                   | Prova                | Tempo   | Pos.    | Tempo     | Pos.      | Tempo   | Pos.              |
| -------------------------------------------------------- | -------------------- | ------- | ------- | --------- | --------- | ------- | ----------------- |
| Kenneth To Emma McKeon Madison Wilson Justin James       | 4x100 m livre misto  | 3:34.67 | 1º (q3) |           |           | 3:31.69 | Medalha de prata  |
| Nicholas Schafer Zoe Johnson Madison Wilson Justin James | 4x100 m medley misto | 3:55.63 | 2º (q3) |           |           | 3:31.69 | Medalha de bronze |

### Saltos ornamentais
| Atleta      | Evento                              | Elims. | Elims. | Final  | Final      |
| Atleta      | Evento                              | Pontos | Pos.   | Pontos | Pos. final |
| ----------- | ----------------------------------- | ------ | ------ | ------ | ---------- |
| Hannah Thek | Plataforma 10 m individual feminino | 390.80 | 4º     | 375.75 | 7º         |
| Hannah Thek | Trampolim 3 m individual feminino   | 385.70 | 6º     | 428.00 | 5º         |

## Ginástica

### Ginástica artística
| Atleta             | Evento                       | Qualificação | Qualificação | Final por aparelhos | Final por aparelhos | Final individual geral | Final individual geral | Final individual geral | Final individual geral | Final individual geral | Final individual geral | Final individual geral | Final individual geral | Final individual geral | Final individual geral |
| Atleta             | Evento                       | Result.      | Pos.         | Result.             | Pos.                | Barras assimétricas    | Trave                  | Solo                   | Salto                  | Cavalo com alças       | Argolas                | Barras paralelas       | Barra fixa             | Total                  | Pos.                   |
| ------------------ | ---------------------------- | ------------ | ------------ | ------------------- | ------------------- | ---------------------- | ---------------------- | ---------------------- | ---------------------- | ---------------------- | ---------------------- | ---------------------- | ---------------------- | ---------------------- | ---------------------- |
| Angela Donald      | Salto feminino               | 13.300       | 19º          | Não avançou         | Não avançou         |                        |                        |                        |                        |                        |                        |                        |                        |                        |                        |
| Angela Donald      | Barras assimétricas feminino | 13.250       | 8º           | 12.975              | 4º                  |                        |                        |                        |                        |                        |                        |                        |                        |                        |                        |
| Angela Donald      | Trave feminino               | 14.400       | 4º           | 14.450              | Medalha de bronze   |                        |                        |                        |                        |                        |                        |                        |                        |                        |                        |
| Angela Donald      | Solo feminino                | 13.100       | 10º          | Não avançou         | Não avançou         |                        |                        |                        |                        |                        |                        |                        |                        |                        |                        |
| Angela Donald      | Individual geral feminino    | 54.050       | 7º           |                     |                     | 13.100                 | 13.800                 | 13.200                 | 13.200                 |                        |                        |                        |                        | 53.300                 | 7º                     |
| Brody-Jai Hennessy | Solo masculino               | 12.400       | 37º          | Não avançou         | Não avançou         |                        |                        |                        |                        |                        |                        |                        |                        |                        |                        |
| Brody-Jai Hennessy | Cavalo com alças masculino   | 11.700       | 33º          | Não avançou         | Não avançou         |                        |                        |                        |                        |                        |                        |                        |                        |                        |                        |
| Brody-Jai Hennessy | Argolas masculino            | 13.750       | 14º          | Não avançou         | Não avançou         |                        |                        |                        |                        |                        |                        |                        |                        |                        |                        |
| Brody-Jai Hennessy | Salto masculino              | 14.950       | 23º          | Não avançou         | Não avançou         |                        |                        |                        |                        |                        |                        |                        |                        |                        |                        |
| Brody-Jai Hennessy | Barras paralelas masculino   | 13.250       | 19º          | Não avançou         | Não avançou         |                        |                        |                        |                        |                        |                        |                        |                        |                        |                        |
| Brody-Jai Hennessy | Barra fixa masculino         | 13.800       | 8º           | 11.700              | 8º                  |                        |                        |                        |                        |                        |                        |                        |                        |                        |                        |
| Brody-Jai Hennessy | Individual geral masculino   | 79.850       | 27º          |                     |                     |                        |                        | Não avançou            | Não avançou            | Não avançou            | Não avançou            | Não avançou            | Não avançou            | Não avançou            | Não avançou            |

### Ginástica rítmica
| Atleta            | Evento           | Qualificação | Qualificação | Qualificação | Qualificação | Qualificação | Qualificação | Final       | Final       | Final       | Final       | Final       | Final       |
| Atleta            | Evento           | Corda        | Arco         | Maças        | Fita         | Total        | Pos.         | Corda       | Arco        | Maças       | Fita        | Total       | Pos. final  |
| ----------------- | ---------------- | ------------ | ------------ | ------------ | ------------ | ------------ | ------------ | ----------- | ----------- | ----------- | ----------- | ----------- | ----------- |
| Taylor Tirarhadjo | Individual geral | 20.500       | 20.400       | 20.475       | 20.275       | 81.650       | 16º          | Não avançou | Não avançou | Não avançou | Não avançou | Não avançou | Não avançou |

| Atleta                                                       | Evento      | Qualificação | Qualificação | Qualificação | Qualificação | Final       | Final       | Final       | Final       |
| Atleta                                                       | Evento      | Arco         | Fita         | Total        | Pos.         | Arco        | Fita        | Total       | Pos. final  |
| ------------------------------------------------------------ | ----------- | ------------ | ------------ | ------------ | ------------ | ----------- | ----------- | ----------- | ----------- |
| Fotini Panselinos Morgan Turner Soriah MacLean Summer Walker | Grupo geral | 18.650       | 18.500       | 37.150       | 6º           | Não avançou | Não avançou | Não avançou | Não avançou |

### Ginástica de trampolim
| Atleta            | Evento    | Qualificação | Qualificação | Final       | Final       |
| Atleta            | Evento    | Result.      | Pos.         | Result.     | Pos.        |
| ----------------- | --------- | ------------ | ------------ | ----------- | ----------- |
| Madeleine Johnson | Feminino  | 58.400       | 7º           | 33.400      | 6º          |
| Patrick Cooper    | Masculino | 38.800       | 10º          | Não avançou | Não avançou |

## Halterofilismo
| Evento              | Atleta        | Peso corporal (kg) | Arranque (kg) | Arranque (kg) | Arranque (kg) | Arranque (kg) | Arremesso (kg) | Arremesso (kg) | Arremesso (kg) | Arremesso (kg) | Total (kg) | Pos. final |
| Evento              | Atleta        | Peso corporal (kg) | 1             | 2             | 3             | Res.          | 1              | 2              | 3              | Res.           | Total (kg) | Pos. final |
| ------------------- | ------------- | ------------------ | ------------- | ------------- | ------------- | ------------- | -------------- | -------------- | -------------- | -------------- | ---------- | ---------- |
| Até 77 kg masculino | Liam Larkins  | 76,02              | 85            | 85            | 92            | 92            | 110            | 110            | 120            | 120            | 212        | 8º         |
| Até 63 kg feminino  | Michelle Kahi | 62,46              | 69            | 74            | 74            | 74            | 85             | 92             | 95             | 92             | 166        | 6º         |

## Handebol
Feminino:
| Elenco | Preliminares                                 | Preliminares | Disputa pelo 5º lugar                                            | Pos. final |
| Elenco | Grupo B                                      | Pos.         | Disputa pelo 5º lugar                                            | Pos. final |
| --- | -------------------------------------------- | ------------ | ---------------------------------------------------------------- | ---------- |
| Holly Tupper, Sally Cash, Brianna Keyes, Claire Dennerley, Tegan Poulton, Annalese Smith, Maddison Truesdale, Taylee Lewis, Alice Keighley, Bella Faasau, Paulini Tawamacala, Monica Najdovski, Victoria Fletcher, Jasmin Marena, Sheree Huriwai | DEN Dinamarca D 4-41 KAZ Cazaquistão D 16-45 | 3º           | Primeiro jogo ANG Angola D 12-37 Segundo jogo ANG Angola D 12-39 | 6º         |

## Hipismo
| Atleta                                                | Cavalo | Evento            | Preliminares | Preliminares | Preliminares | Preliminares | Preliminares | Preliminares | Final  | Final  | Pos. final       |
| Atleta                                                | Cavalo | Evento            | Rodada A     | Rodada A     | Rodada B     | Rodada B     | Rodada B     | Total A+B    | Penal. | Tempo  | Pos. final       |
| Atleta                                                | Cavalo | Evento            | Penal. salto | Pos.         | Penal. salto | Penal. tempo | Total B      | Total A+B    | Penal. | Tempo  | Pos. final       |
| ----------------------------------------------------- | ------ | ----------------- | ------------ | ------------ | ------------ | ------------ | ------------ | ------------ | ------ | ------ | ---------------- |
| Tom McDermott                                         | Hugo   | Saltos individual | 0            | 1º           | 4            | 0            | 4            | 4            | 8      | 52.18  | 8º               |
| Tom McDermott (como integrante da equipe Australásia) | Hugo   | Saltos por equipe | 4            | 1º           | 4            | 0            | 4            | 8            | 4      | 154.26 | Medalha de prata |

## Hóquei sobre a grama
Masculino:
| Elenco | Preliminares                                                                         | Preliminares | Final               | Pos. final      |
| Elenco | Grupo único                                                                          | Pos.         | Final               | Pos. final      |
| --- | ------------------------------------------------------------------------------------ | ------------ | ------------------- | --------------- |
| Rory Middleton, Luke Noblett, Flynn Ogilvie, Jay Randhawa, Byron Walton, Jordan Willott, Oscar Wookey, Dylan Wotherspoon, Daniel Beale, Robert Bell, Andrew Butturini, Ryan Edge, Jake Farrell, Casey Hammond, Jeremy Hayward, Daniel Mathiesen | Cingapura V 8-1 GHA Gana V 8-0 BEL Bélgica V 6-3 PAK Paquistão V 5-2 CHI Chile V 9-0 | 1º           | PAK Paquistão V 2-1 | Medalha de ouro |

## Lutas
| Atleta          | Evento                    | Preliminares                    | Preliminares               | Preliminares            | Preliminares | Disputa do 5º lugar       | Pos. final |
| Atleta          | Evento                    | 1ª rodada                       | 2ª rodada                  | 3ª rodada               | Pos.         | Oponente Resultado        | Pos. final |
| Atleta          | Evento                    | Oponente Resultado              | Oponente Resultado         | Oponente Resultado      | Pos.         | Oponente Resultado        | Pos. final |
| --------------- | ------------------------- | ------------------------------- | -------------------------- | ----------------------- | ------------ | ------------------------- | ---------- |
| Carissa Holland | Livre até 46 kg feminino  | GER Laura Mertens D 0-3         | TUN Ikram Gannouni V 4-0   | MDA Iulia Leorda D 0-3  | 3º           | VEN Oriannys Segura D 0-3 | 6º         |
| Jayden Lawrence | Livre até 54 kg masculino | SIN Kester Chun Yue Leung V 4-0 | COL Yerzón Hernández D 1-3 | AZE Kanan Guluyev D 0-4 | 3º           | DOM Jeffry Serrata V 3-1  | 5º         |

| Atleta       | Evento                    | Preliminares             | Preliminares           | Preliminares                 | Preliminares | Disputa do 7º lugar       | Pos. final |
| Atleta       | Evento                    | 1ª rodada                | 2ª rodada              | 3ª rodada                    | Pos.         | Oponente Resultado        | Pos. final |
| Atleta       | Evento                    | Oponente Resultado       | Oponente Resultado     | Oponente Resultado           | Pos.         | Oponente Resultado        | Pos. final |
| ------------ | ------------------------- | ------------------------ | ---------------------- | ---------------------------- | ------------ | ------------------------- | ---------- |
| Haris Fazlic | Livre até 63 kg masculino | GEO Irakli Mosidze D 0-4 | ECU Johnny Pilay D 0-3 | RUS Azamatbi Pshnatlov D 0-4 | 4º           | GBS Amadeus Pereira D 1-3 | 8º         |

## Pentatlo moderno
| Atleta                              | Evento               | Esgrima (Espada 1 toque) | Esgrima (Espada 1 toque) | Esgrima (Espada 1 toque) | Natação (200 m livre) | Natação (200 m livre) | Natação (200 m livre) | Corrida e tiro (3000 m, pistola a laser) | Corrida e tiro (3000 m, pistola a laser) | Corrida e tiro (3000 m, pistola a laser) | Pontuação total | Pos. final |
| Atleta                              | Evento               | Result.                  | Pos.                     | Pontos                   | Tempo                 | Pos.                  | Pontos                | Tempo                                    | Pos.                                     | Pontos                                   | Pontuação total | Pos. final |
| ----------------------------------- | -------------------- | ------------------------ | ------------------------ | ------------------------ | --------------------- | --------------------- | --------------------- | ---------------------------------------- | ---------------------------------------- | ---------------------------------------- | --------------- | ---------- |
| Todd Renfree                        | Individual masculino | 5                        | 24º                      | 560                      | 2:21.65               | 24º                   | 1104                  | 12:24.70                                 | 21º                                      | 2024                                     | 3688            | 24º        |
| Todd Renfree e POL Anna Maliszewska | Equipes mistas       | 50                       | 6º                       | 860                      | 2:11.65               | 22º                   | 1224                  | 15:50.67                                 | 11º                                      | 2280                                     | 4364            | 11º        |

## Remo
| Atleta                        | Prova              | Elim.   | Elim.       | Semifinais | Semifinais    | Final   | Final             |
| Atleta                        | Prova              | Tempo   | Pos.        | Tempo      | Pos.          | Tempo   | Pos.              |
| ----------------------------- | ------------------ | ------- | ----------- | ---------- | ------------- | ------- | ----------------- |
| Emma Basher Olympia Aldersley | Dois sem feminino  | 3:30.09 | 1º(bat. 2)  | 3:36.83    | 3º (sf A/B 2) | 3:29.34 | Medalha de prata  |
| Matthew Cochran David Watts   | Dois sem masculino | 3:10.92 | 1º (bat. 3) | 3:18.50    | 1º (sf A/B 2) | 3:07.52 | Medalha de bronze |

## Tênis de mesa
| Atleta    | Evento           | 1ª fase | 1ª fase | 1ª fase | 2ª fase consolação | 2ª fase consolação | 2ª fase consolação | Pos. final |
| Atleta    | Evento           | Grupo   | Confrontos | Pos.    | Grupo              | Confrontos | Pos.               | Pos. final |
| --------- | ---------------- | ------- | --- | ------- | ------------------ | --- | ------------------ | ---------- |
| Lily Phan | Simples feminino | G       | EGY Dina Meshref D 0-3 (6-11, 7-11, 6-11) SLO Alex Galic D 0-3 (18-20, 11-13, 9-11) CRO Mateja Jeger D 1-3 (4-11, 11-5, 5-11, 10-12) | 4º      | FF                 | BLR Katsiaryna Baravok D 0-3 (7-11, 11-8, 4-11, 4-11) GUY Adielle Rosheuvel V 3-0 (11-5, 11-5, 11-6) FRA Celine Pang D 0-3 (7-11, 10-12, 10-12) | 3º                 | --         |

| Atleta                                                 | Evento         | 1ª fase | 1ª fase                                                                                        | 1ª fase | Torneio de consolação     | Torneio de consolação | Pos. final |
| Atleta                                                 | Evento         | Grupo   | Confrontos                                                                                     | Pos.    | 1ª rodada                 | 2ª rodada             | Pos. final |
| ------------------------------------------------------ | -------------- | ------- | ---------------------------------------------------------------------------------------------- | ------- | ------------------------- | --------------------- | ---------- |
| Lily Phan e ESA Luis Mejía (Equipe Intercontinental 3) | Equipes mistas | A       | Europa 2 D 0-3 (0-3, 0-3, 0-3) FRA França D 0-3 (0-3, 0-3, 0-3) Europa 6 D 0-3 (0-3, 1-3, 0-3) | 4º      | Europa 3 D 0-2 (2-3, 0-3) | Não avançaram         | 25º        |

## Tiro
| Evento                        | Atleta         | Qualificação | Qualificação | Qualificação | Qualificação | Qualificação | Qualificação | Qualificação | Qualificação | Final       | Final       | Final       | Final       | Final       | Final       | Final       | Final       | Final       | Final       | Final       | Final       | Final       |
| Evento                        | Atleta         | 1            | 2            | 3            | 4            | 5            | 6            | Total        | Pos.         | 1           | 2           | 3           | 4           | 5           | 6           | 7           | 8           | 9           | 10          | Total final | Total       | Pos. final  |
| ----------------------------- | -------------- | ------------ | ------------ | ------------ | ------------ | ------------ | ------------ | ------------ | ------------ | ----------- | ----------- | ----------- | ----------- | ----------- | ----------- | ----------- | ----------- | ----------- | ----------- | ----------- | ----------- | ----------- |
| Pistola de ar 10 m feminino   | Emily Esposito | 93           | 91           | 95           | 88           |              |              | 367          | 15º          | Não avançou | Não avançou | Não avançou | Não avançou | Não avançou | Não avançou | Não avançou | Não avançou | Não avançou | Não avançou | Não avançou | Não avançou | Não avançou |
| Pistola de ar 10 m masculino  | Janek Janski   | 89           | 92           | 94           | 91           | 92           | 96           | 554          | 17º          | Não avançou | Não avançou | Não avançou | Não avançou | Não avançou | Não avançou | Não avançou | Não avançou | Não avançou | Não avançou | Não avançou | Não avançou | Não avançou |
| Carabina de ar 10 m masculino | John Coombes   | 99           | 98           | 99           | 98           | 94           | 98           | 586          | 11º          | Não avançou | Não avançou | Não avançou | Não avançou | Não avançou | Não avançou | Não avançou | Não avançou | Não avançou | Não avançou | Não avançou | Não avançou | Não avançou |

## Tiro com arco
| Evento               | Atleta                            | Qualificatória | Qualificatória | 1ª rodada                                 | Oitavas-de-final                                 | Quartas-de-final                                  | Semi-finais        | Final              | Pos. final |
| Evento               | Atleta                            | Resultado      | Pos.           | Oponente Resultado                        | Oponente Resultado                               | Oponente Resultado                                | Oponente Resultado | Oponente Resultado | Pos. final |
| -------------------- | --------------------------------- | -------------- | -------------- | ----------------------------------------- | ------------------------------------------------ | ------------------------------------------------- | ------------------ | ------------------ | ---------- |
| Individual feminino  | Alice Ingley                      | 560            | 24º            | ITA Gloria Filippi V 6-4                  | MDA Alexandra Mirca D 4-6                        | Não avançou                                       | Não avançou        | Não avançou        | 9º         |
| Individual masculino | Benjamin Nott                     | 634            | 9º             | DEN Benjamin Hindborg Ipsen V 6-4         | JPN Tsukushi Koiwa V 6-4                         | NED Rock van der Oever D 4-6                      | Não avançou        | Não avançou        | 5º         |
| Equipes mistas       | Alice Ingley e JPN Tsukushi Koiwa |                |                | GER Isabel Vehmeier/ CAN Timon Park V 7-3 | EGY Aya Kamel/ NED Rick van der Oever V 7-3      | BAN Emdadul Haque Milon/ ESP Miriam Alarcon D 5-6 | Não avançou        | Não avançou        | 5º         |
| Equipes mistas       | Benjamin Nott e SLO Brina Bozic   |                |                | UKR Lidiia Sichenikova/ USA Ben Chu V 6-5 | SIN Tze Rong Vanessa Loh/ ESP Carlos Rivas V 6-4 | TUR Begunhan Unsal/ SIN Abdud Dayyan Jaffar D 2-6 | Não avançou        | Não avançou        | 7º         |

## Triatlo
| Evento               | Triatleta                                                              | Natação | Transição 1 | Ciclismo | Transição 2 | Corrida | Tempo total | Pos.             |
| -------------------- | ---------------------------------------------------------------------- | ------- | ----------- | -------- | ----------- | ------- | ----------- | ---------------- |
| Individual feminino  | Ellie Salthouse                                                        | 10:07   | 0:35        | 31:34    | 0:26        | 18.22   | 1:01:04.39  | Medalha de prata |
| Individual masculino | Michael Gosman                                                         | 9:19    | 0:31        | 29:24    | 0:27        | 17.21   | 57:02.83    | 12º              |
| Revezamento misto    | Ellie Salthouse e Michael Gosman(como integrantes da equipe Oceania 1) |         |             |          |             |         | 1:19:55.23  | Medalha de prata |

## Vela
| Atleta          | Evento             | Regata | Regata | Regata | Regata | Regata | Regata | Regata | Regata | Regata | Regata | Regata | Regata | Total | Posição |
| Atleta          | Evento             | 1      | 2      | 3      | 4      | 5      | 6      | 7      | 8      | 9      | 10     | 11     | M      | Total | Posição |
| --------------- | ------------------ | ------ | ------ | ------ | ------ | ------ | ------ | ------ | ------ | ------ | ------ | ------ | ------ | ----- | ------- |
| Madison Kennedy | Byte CII feminino  | 19     | 14     | 5      | 10     | 13     | 18     | 15     | 19     | 22     | 20     | 24     | 14     | 147   | 19º     |
| Mark Spearmann  | Byte CII masculino | 4      | 16     | 18     | 14     | 8      | 13     | 6      | 10     | 17     | 12     | 26     | 15     | 115   | 14º     |

Notas:
- M - Regata da Medalha
- OCS – On the Course Side of the starting line
- DSQ – Disqualified (Desclassificado)
- DNF – Did Not Finish (Não completou)
- DNS – Did Not Start (Não largou)
- BFD – Black Flag Disqualification (Desclassificado por bandeira preta)
- RAF – Retired after Finishing (Aposentou-se após completar a prova)